# 드미트리 랏첸코
드미트리 레오니도비치 랏첸코(러시아어: Дмитрий Леонидович Радченко, Dmitri Leonidovich Radchenko, 1970년 12월 2일, 소련 러시아 SFSR 레닌그라드 ~ )는 러시아의 전 축구 선수로, 포지션은 스트라이커였다.

## 선수 시절
랏첸코는 1988년, 디나모 레닌그라드에서 선수 생활을 시작, 제니트 레닌그라드를 거쳐 1991년 스파르타크 모스크바로 이적하였고, 팀의 두 번의 러시아 프리미어리그 우승에 기여하였다. 1993-94 시즌에는 스페인 프리메라리가의 라싱 산탄데르로 이적하였고, 2년간 팀 동료 드미트리 포포프와 활약하며, 자신의 경력에 있어서 최고의 시즌을 보냈다.
이후에는 데포르티보 라코루냐 (1995-1996), 라요 바예카노 (1996-1997), 메리다 (1997-1998), 콤포스텔라 (1998-1999), 일본 J리그의 주빌로 이와타 (1999-2000), 프르바 HNL의 HNK 하이두크 스플리트 (2001-2002)에서 선수 생활을 하였고, 스페인의 하부 리그 팀들을 거쳐 은퇴하였다.
러시아 축구 국가대표팀의 일원으로 1994년 FIFA 월드컵에 출전한 바 있으며, 대회에서 2경기에 출전하고 1경기에 교체 출장했다. 올레크 살렌코가 5골을 넣은 경기로 유명한 카메룬과의 경기에서 살렌코의 도움으로 한 골을 넣었다.

## 수상
스파르타크 모스크바
- CIS 컵 : 1992
- 러시아 프리미어리그 : 1992, 1993

 데포르티보 라코루냐
- 1995년 수페르코파 데 에스파냐 우승